# Test de flacără

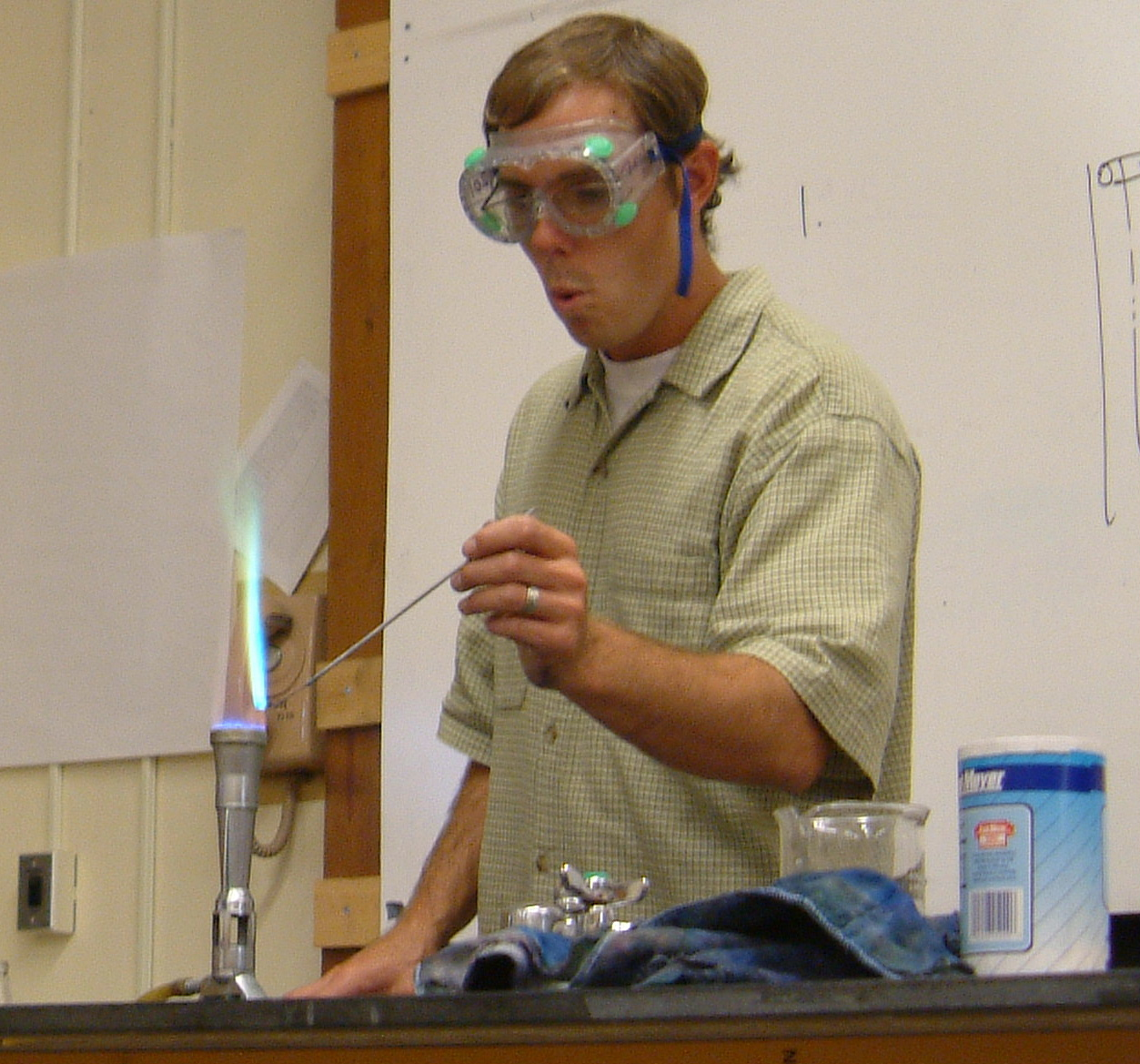
Colorația flăcării pentru o halogenură de cupru divalent; se observă colorația specifică, verde-albăstruie.

Testul flăcării (adesea numit și testul de colorație a flăcării) este un procedeu utilizat în chimia analitică calitativă, mai exact în analiza calitativă anorganică, ce are ca scop identificarea anumitor elemente chimice, în general a ionilor metalici. Are ca și concept de bază spectrul de emisie caracteristic fiecărui element în parte. Colorația flăcărilor depinde, de asemenea, și de temperatură.

## Metodă
Acest test presupune introducerea unui eșantion din proba de analizat într-o flacără, și observarea colorației acesteia. Ideea de bază a metodei este că atomii din eșantion se evaporă și, datorită temperaturii, emit lumină când încă se află în flacără.
De obicei, proba de analizat se tratează cu acid clorhidric concentrat, din mai multe motive: pentru a elimina posibile reziduuri și pentru a transforma compușii existenți în cloruri metalice, care sunt majoritatea compuși volatili, deci vor colora mai bine flacăra.

## Elemente comune
| Simbol | Nume                      | Colorație         |
| ------ | ------------------------- | ----------------- |
| As     | Arsen                     | Albastră          |
| B      | Bor                       | Verde             |
| Ba     | Bariu                     | Verde             |
| Ca     | Calciu                    | Roșu intens       |
| Cs     | Cesiu                     | Albastru - Violet |
| Cu(I)  | Cupru(I)                  | Albastru          |
| Cu(II) | Cupru(II) (nu-halogenură) | Verde             |
| Cu(II) | Cupru(II) (halogenură)    | Albastru-verzui   |
| Fe     | Fier                      | Maroniu           |
| In     | Indiu                     | Albastru          |
| K      | Potasiu                   | Mov-violet        |
| Li     | Litiu                     | Roșu carmin       |
| Mn(II) | Mangan(II)                | Verde gălbui      |
| Mo     | Molibden                  | Verde gălbui      |
| Na     | Sodiu                     | Galben intens     |
| P      | Fosfor                    | Verde palid       |
| Pb     | Plumb                     | Albastru          |
| Rb     | Rubidiu                   | Roșu-violet       |
| Sb     | Stibiu                    | Verde clar        |
| Se     | Seleniu                   | Albastru          |
| Sr     | Stronțiu                  | Roșu              |
| Te     | Telur                     | Verde clar        |
| Tl     | Taliu                     | Verde pur         |
| Zn     | Zinc                      | Verde albăstrui   |

## Galerie

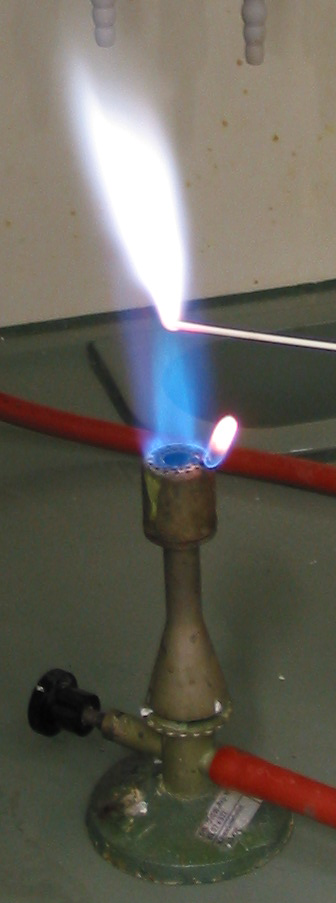
Stibiu, albastru deschis
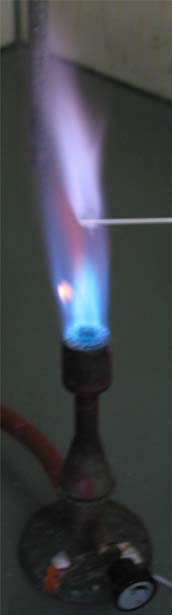
Arsen, albastru deschis
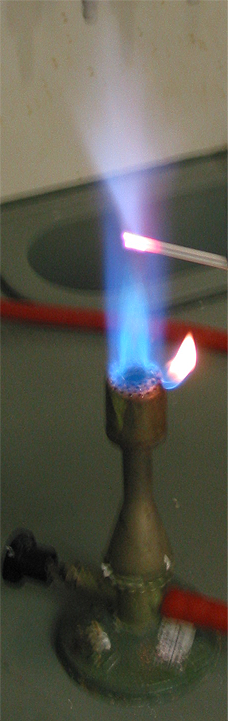
Plumb, albastru deschis
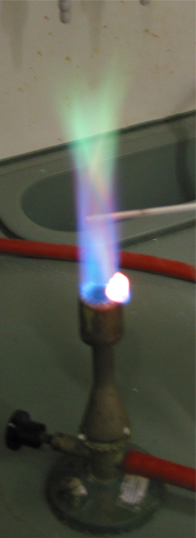
Bor, verde
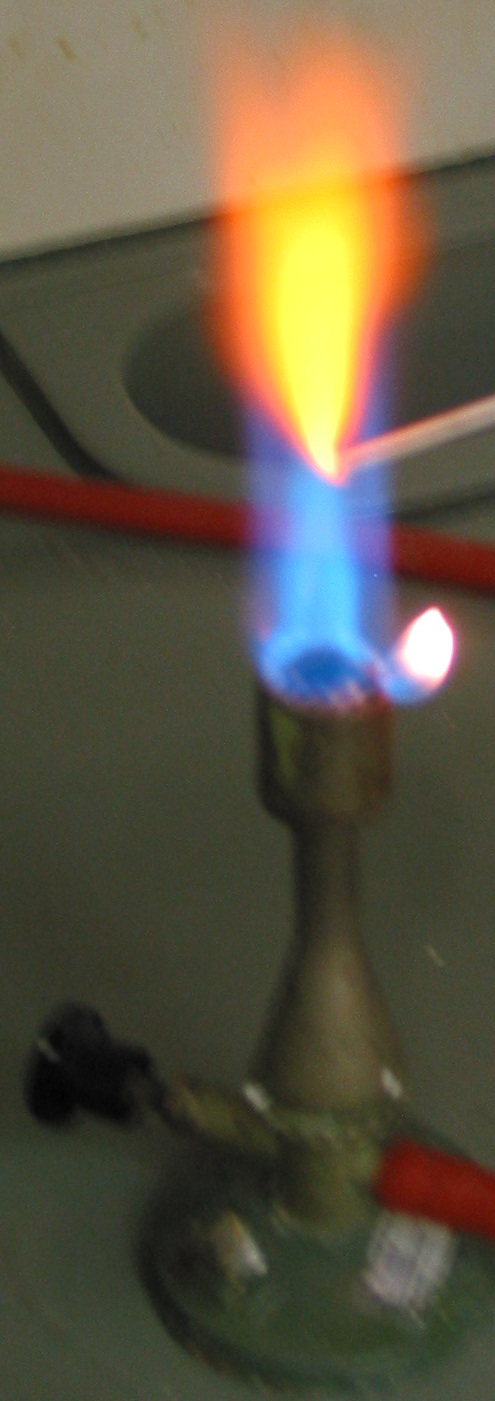
Calciu, roșu
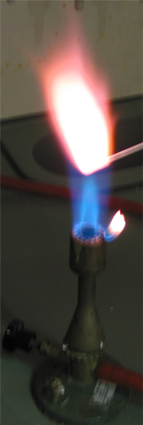
Potasiu, violet
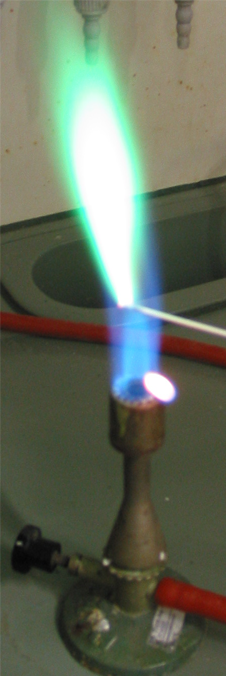
Cupru (II), verde-albăstrui
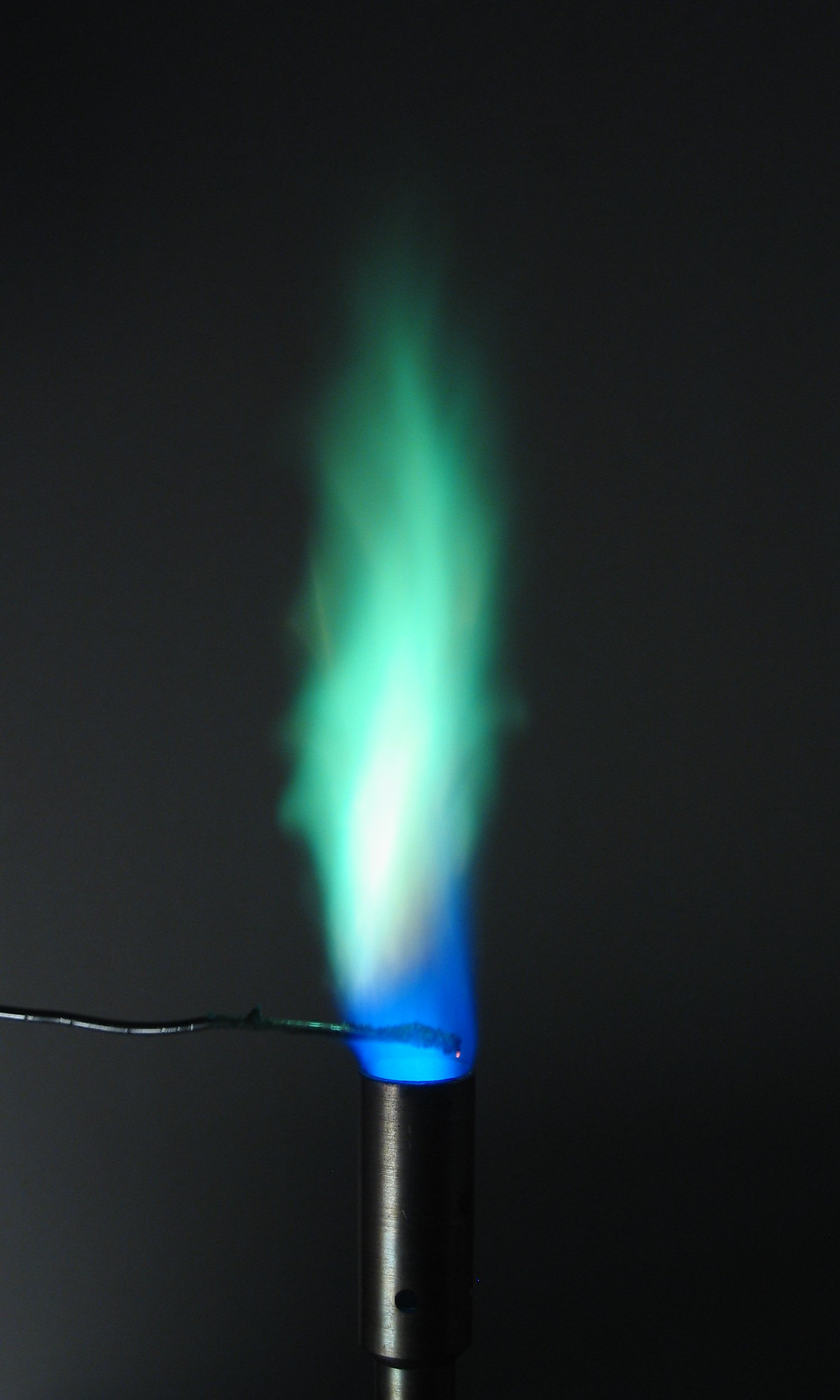
Sulfat de cupru, verde
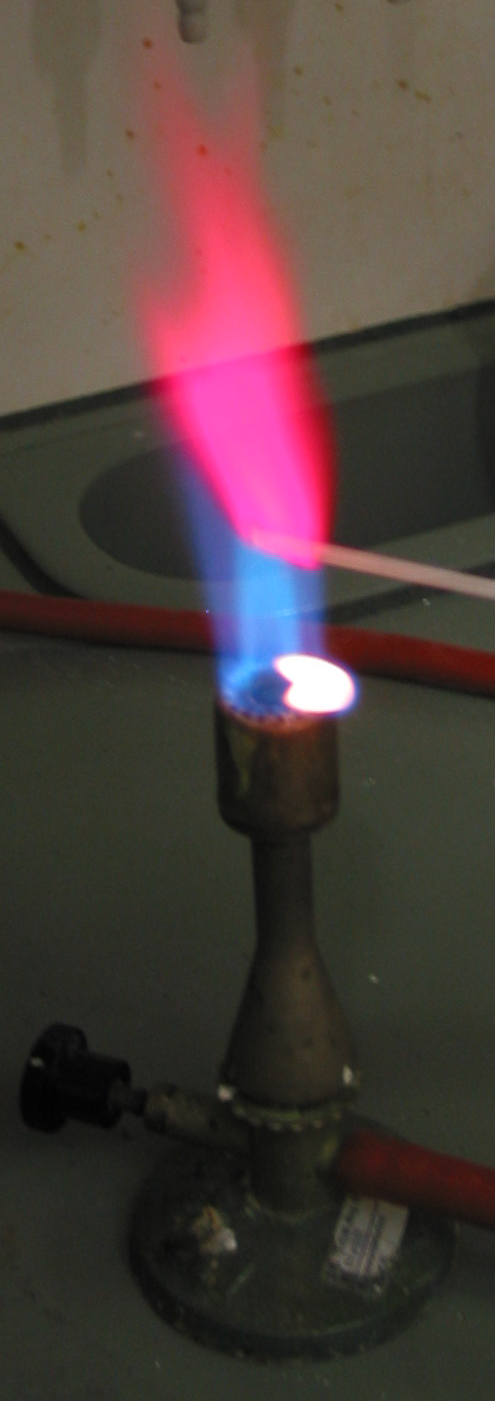
Litiu, roșu carmin
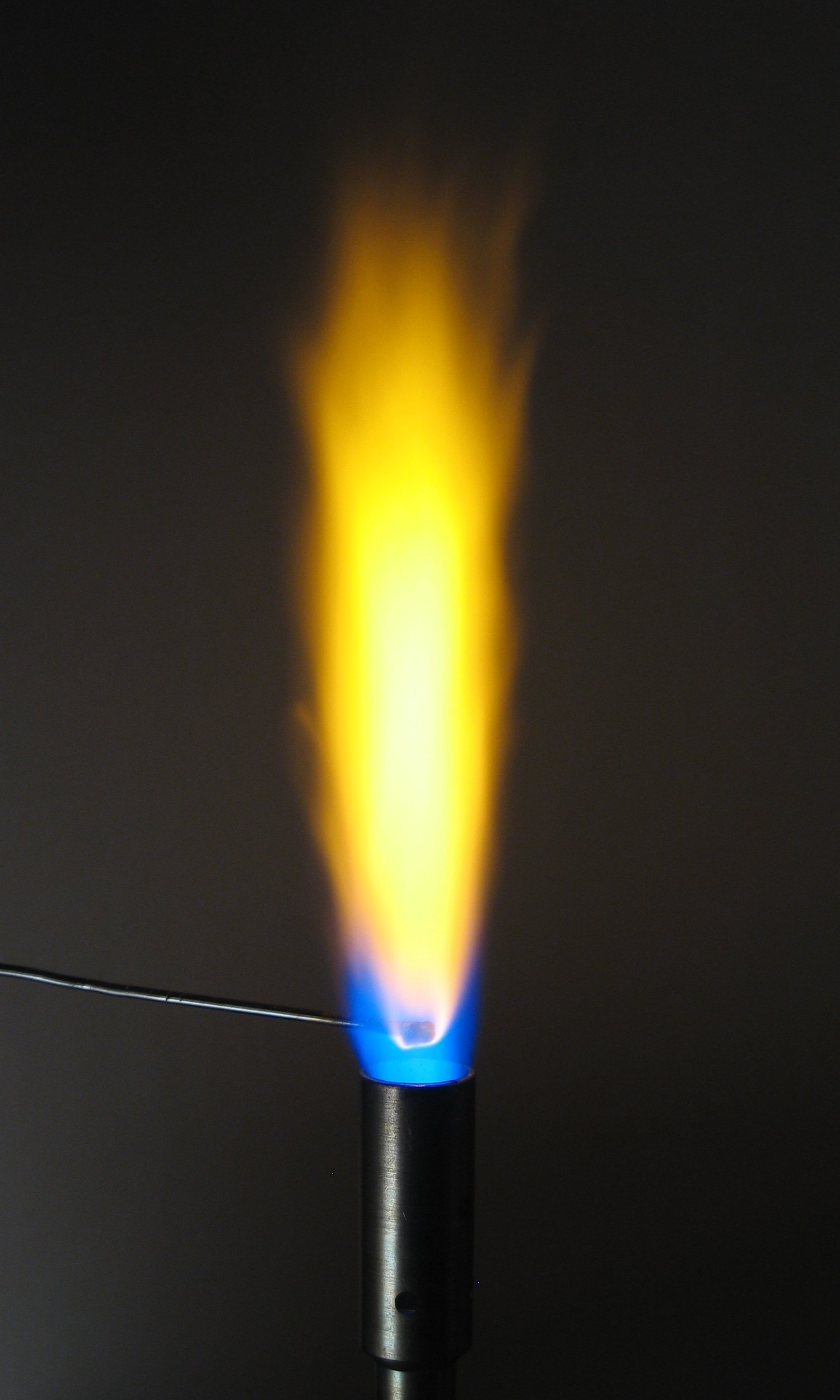
Sodiu, galben
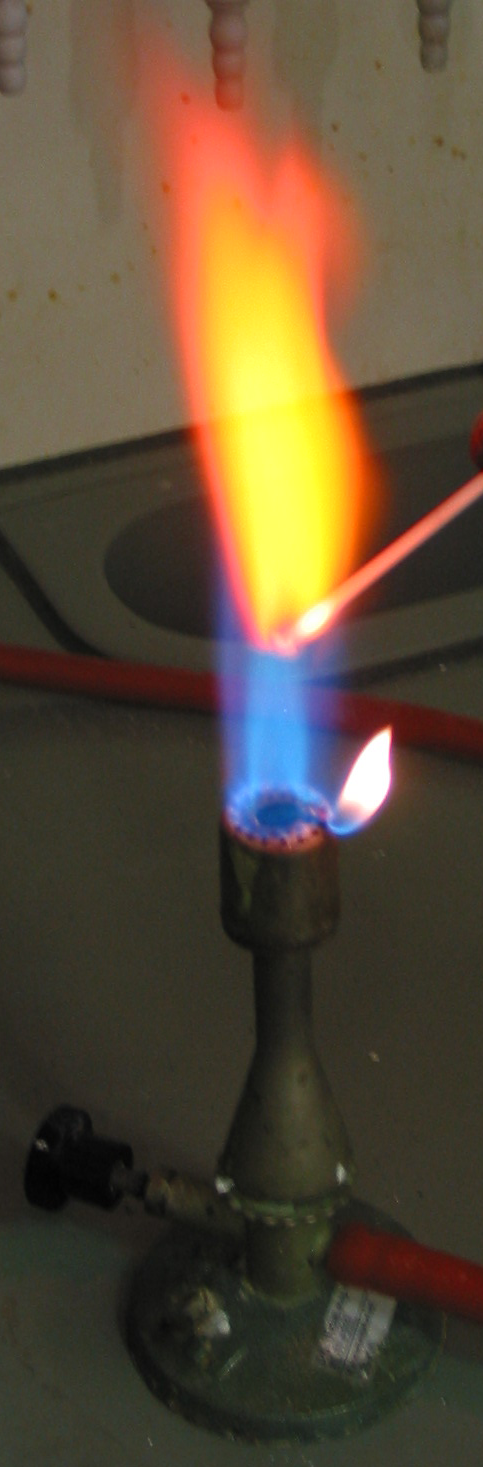
Stronțiu, roșu